# Vladimir Dzjanibekov
Vladimir Aleksandrovitsj Dzjanibekov (Russisch: Владимир Александрович Джанибеков) (Iskandar, 13 mei 1942) is een Russisch voormalig ruimtevaarder. Dzjanibekov zijn eerste ruimtevlucht was Sojoez 27 met een Sojoez draagraket en vond plaats op 10 januari 1978. Doel van deze missie was een koppeling uitvoeren met ruimtestation Saljoet 6 om een nieuwe bemanning aan boord te brengen.
In totaal heeft Dzjanibekov vijf ruimtevluchten op zijn naam staan. Tijdens zijn missies maakte hij in totaal twee ruimtewandelingen. In 1986 verliet hij Roskosmos en ging hij als astronaut met pensioen.